# Chester McGlockton
(en) Statistiques sur pro-football-reference
Chester Morris McGlockton (né le 16 septembre 1969 à Whiteville et mort le 30 novembre 2011 à Danville) est un joueur américain de football américain.

## Enfance
McGlockton étudie à la Whiteville High School. Il joue au football américain comme tight end et dans la ligne défensive. Lors de sa dernière saison au lycée, les Wolfpack de Whiteville décroche un 15-0 et remporte le championnat de Caroline du Nord.

## Carrière

### Université
Il entre à l'université de Clemson où il joue dans l'équipe de football américain, entraîné par Danny Ford et Ken Hatfield. Lors du Gator Bowl 1989, il marque un touchdown contre les Mountaineers de Virginie de l'Ouest.

### Professionnel
Chester McGlockton est sélectionné au premier tour du draft de la NFL de 1992 par les Raiders de Los Angeles au douzième choix. Après avoir une saison de rookie comme remplaçant, il décroche un poste de titulaire en 1993 où il est titulaire à tous les matchs, interceptant même sa première passe en NFL. La saison suivante, il est nommé pour son premier Pro Bowl. Il reste chez les Raiders malgré le changement de siège et continue à être un des meilleurs joueurs de la ligne défensif de la NFL. Après une belle saison 1997, il s'engage avec les Chiefs de Kansas City.
En 1998, il essaye de trouver ses marques et récupère le poste de defensive tackle titulaire en 1999, poste qu'il occupe pendant deux saisons. En 2001, il change d'équipe, arborant le maillot des Broncos de Denver avec qui, en 2002, il marque son seul touchdown en NFL, récupérant un fumble adverse et parcourant vingt-quatre yards. En 2003, il s'engage avec les Jets de New York avec qui il fait sa dernière saison en NFL, une saison de remplaçant.

## Mort
Le 30 novembre 2011, soit huit ans après son dernier match, il succombe à une crise cardiaque.

## Statistiques
En douze saisons en NFL, il a disputé 179 matchs dont 151 comme titulaire (saison régulière seulement) et intercepte quatre passes, dévie sept passes, provoque quatorze fumbles, en récupère dix et fait 481 tacles.

## Palmarès
- Sélectionné au Pro Bowl : 1994, 1995, 1996 et 1997
- Équipe All-Pro de la saison : 1995
- Seconde équipe All-Pro de la saison : 1994, 1996 et 1997